# NGC 7462
NGC 7462 је спирална галаксија у сазвежђу Ждрал која се налази на NGC листи објеката дубоког неба.
Деклинација објекта је - 40° 50' 8" а ректасцензија 23h 2m 46,2s. Привидна величина (магнитуда) објекта NGC 7462 износи 11,4 а фотографска магнитуда 12,2. Налази се на удаљености од 12,024 милиона парсека од Сунца. NGC 7462 је још познат и под ознакама ESO 346-28, MCG -7-47-13, IRAS 23000-4105, PGC 70324.